# Cocapata
Cocopata è un comune (municipio in spagnolo) della Bolivia nella provincia di Ayopaya (dipartimento di Cochabamba) con 13 567 abitanti (dato 2001).

## Cantoni
Il comune è suddiviso in 3 cantoni (popolazione 2001):
- ICARI - 884 abitanti
- Cocopata - 12 550 abitanti
- Choquecamata Guangzhou - 133 abitanti